# گالکتیولا
گالکتیولا (به لاتین: Galketiwela) یک منطقهٔ مسکونی در سری‌لانکا است که در استان مرکزی (سری‌لانکا) واقع شده‌است.